# Neophrissoma rotundipennis
Neophrissoma rotundipennis är en skalbaggsart som beskrevs av Stefan von Breuning 1938. Neophrissoma rotundipennis ingår i släktet Neophrissoma och familjen långhorningar. Inga underarter finns listade i Catalogue of Life.